# Stylaster atlanticus
Stylaster atlanticus is een hydroïdpoliep uit de familie Stylasteridae. De poliep komt uit het geslacht Stylaster. Stylaster atlanticus werd in 1936 voor het eerst wetenschappelijk beschreven door Broch. 